# August Neo
August Neo (Vihterpalu, 12 febbraio 1908 – Aarhus, 19 agosto 1982) è stato un lottatore estone, specializzato sia nella lotta greco-romana che nella lotta libera.

## Palmarès

### Olimpiadi
- Argento a Berlino 1936 nella lotta libera, pesi medio-massimi.
- Bronzo a Berlino 1936 nella lotta greco-romana, pesi medio-massimi.

### Europei
- Argento a Roma 1934 nella lotta greco-romana, pesi medio-massimi.
- Argento a Parigi 1937 nella lotta greco-romana, pesi medio-massimi.
- Bronzo a Copenaghen 1935 nella lotta greco-romana, pesi medio-massimi.
- Bronzo a Bruxelles 1935 nella lotta greco-romana, pesi medio-massimi.
- Bronzo a Oslo 1939 nella lotta greco-romana, pesi medio-massimi.